# Route nationale 774
Die Route nationale 774, kurz RN 774 oder N 774 war von 1933 bis 1973 eine französische Nationalstraße, die in zwei Teilen zwischen der Route nationale 776 bei Malestroit und der Route nationale 771 bei Batz-sur-Mer verlief.